# Thereus
Thereus ist eine Gestalt der griechischen Mythologie. Er ist ein Kentaur, der bei Diodor durch Herakles, bei Ovid durch Theseus getötet wird. Nur Ovid widmet ihm eine Annotation, woraus sein Name abgeleitet werden kann.

## Name
Das griechische Θηρεύς, Thē-reús legt die Betonung auf die letzte Silbe, das lateinische und deutsche Thé-reus auf die vorletzte (erste), da im Lateinischen die letzte Silbe nie betont wird (Pänultimaregel).
Der Name kommt wie seine Varianten Τηρεύς, Tereús und Τήρησ, Téres aus Thrakien, der mythologischen Heimat der Kentauren.
Roscher nennt den Namen „anstößig“, da er nicht in das gängige Muster der Kentaurennamen passe, die man zum überwiegenden Teil etymologisch aus ihrem tierischen Charakter, ihrer Wild- und Ungezügeltheit, Grausam- und Übermütigkeit ableiten könne.
Im Namen steckt das θήρ, Thér, Tier. Er ist etymologisch entweder verwandt mit θήρειος, théreios, wild, ungezähmt oder mit θηρευτήσ, thereutés, Jäger, jagend. Für letzteres spricht, dass Ovid den Thereus in einem Zusatz als einen beschreibt, „der in den hämonischen Bergen | Bären zum öfteren fing und lebendig die brummenden heimtrug.“

## Mythos
Diodor (1. Jahrhundert v. Chr.) nennt im Rahmen des herakleischen Sagenkreises seinen Namen: Herakles wird auf seiner Jagd nach dem Erymanthischen Eber von einer Gruppe Kentauren angegriffen. Er kann sich derer erwehren und tötet einige mit Pfeil und Bogen, darunter den Thereus: „Unter den umgekommenen Zentauren sind die bekanntesten Daphnis, Argeus und Amphion; sodann Hippotion, Oréus, Isoples und Melanchates; ferner Thereus, Dupon und Phrixus.“ Der Name taucht auf, einer unter vielen, das ist alles.

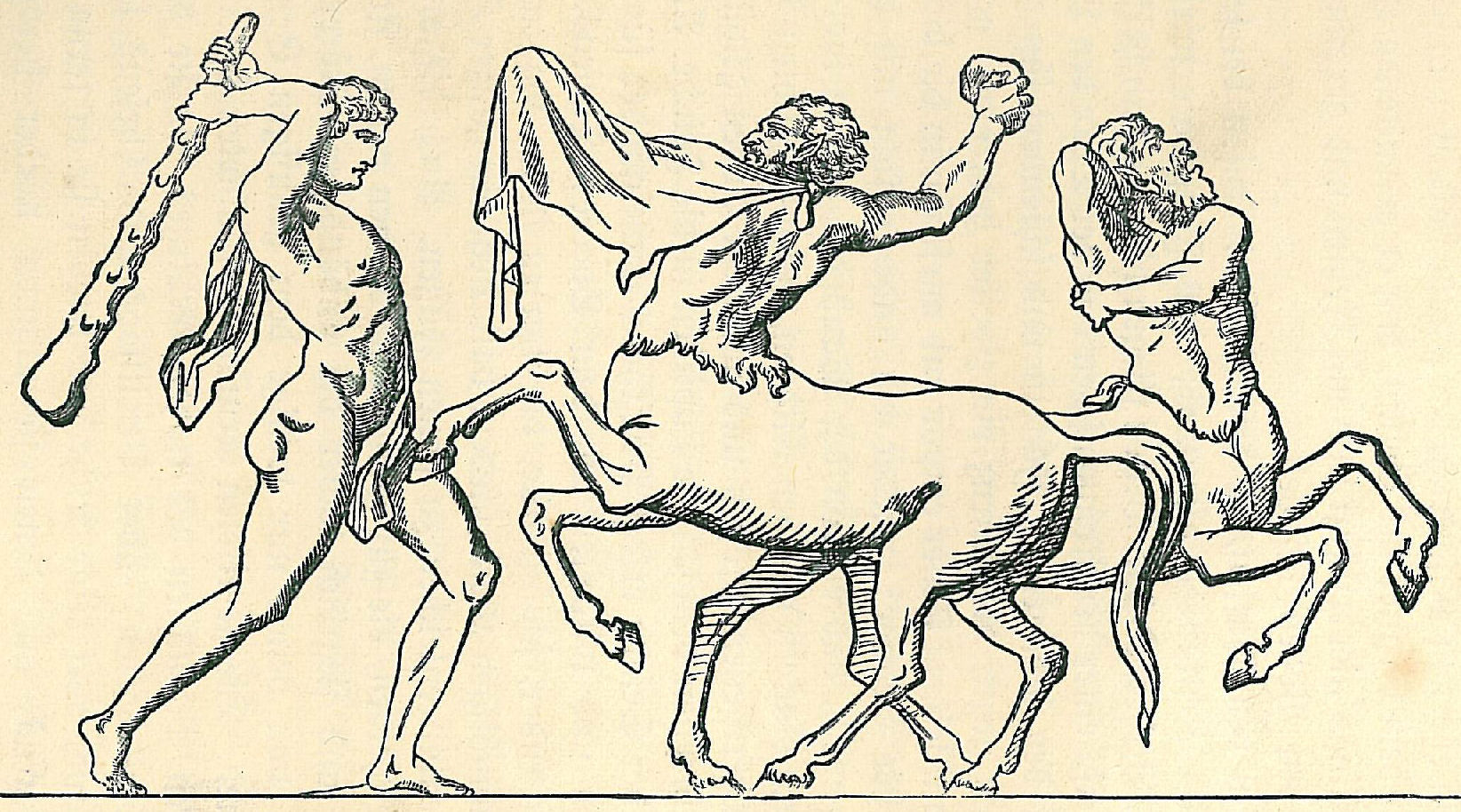
Theseus erschlägt einen Kentauren

Ovid (1. Jahrhundert v. Chr./1. Jahrhundert n. Chr.) greift in seiner Kentauromachie den Namen auf und charakterisiert ihn als Bärenfänger: Theseus tötet mit einem Eichenpfahl eine Gruppe Kentauren, darunter den Thereus: „Dann schlägt nieder das Holz (des Theseus) den Nedymnus, den Schützen Lykotas, / Hippasus, welchem die Brust von wallendem Barte bedeckt war, / Ripheus, der mit dem Leib noch über die Wipfel der Wälder / ragete, Thereus auch, der in den hämonischen Bergen / Bären zum öfteren fing und lebendig die brummenden heimtrug.“
Bei Ovid ist er nicht mehr nur das tierische Doppelwesen, das ungezähmt wütet und einfach nur getötet werden muss, sondern eine Persönlichkeit, ein Jäger mit durchaus menschlichen und humorvollen Zügen.

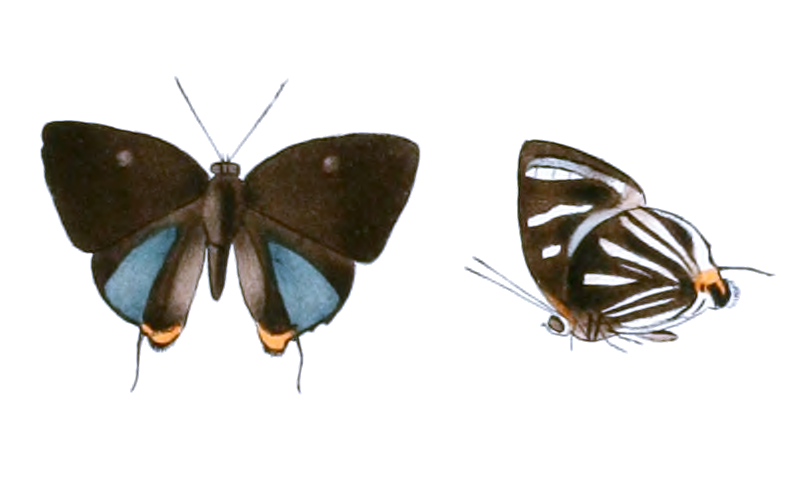
Thereus pedusa

## Rezeption
- Thereus (Planet): Ein 2001 entdeckter Kleinplanet wurde nach ihm benannt, der Zentauren-Asteroid mit der Nummer 32532.
- Thereus (Schmetterling): Name einer Gattung von Schmetterlingen mit hauchdünnen Flügeln aus der Familie der Lycaenidae, 1819 benannt von Jacob Hübner.